# یایا (رود)
یایا (به لاتین: Yaya) یک رود در روسیه است که در استان کمروو واقع شده‌است.